# أنسوب
الأُنْسُوب جنس من حشرات في فصيلة بعوض الخشب . هناك أكثر من 80 نوعًا موصوفًا فيها. أعطانا بعض مناطق البلاد المعتدلة الحرارة. تألف الأحراج والأدغال والحدائق والمساكن الريفية. أجسامها صغيرة مستطيلة الشكل، تطول من 6 إلى 9 مم. رؤوسها مُكَوَّرة، عيونها كبيرة متقاربة عند الذكور، متباعدة عند الإناث. زباناها خيطية. ملامسها طويلة. أخطامُها قصيرة، كواسلها شبه بيضية، بطونها اسطوانية. رواشنها ملونة. قوائمها مستطيلةٌ، أثوابُها ملونة. إناثها أكبرُ قداً من ذكورها وأبهتُ ثوباً. الجملاءُ منها تعيش على المواد العضوية المنحلة، أما الأساريع فناثلة ودامنة.

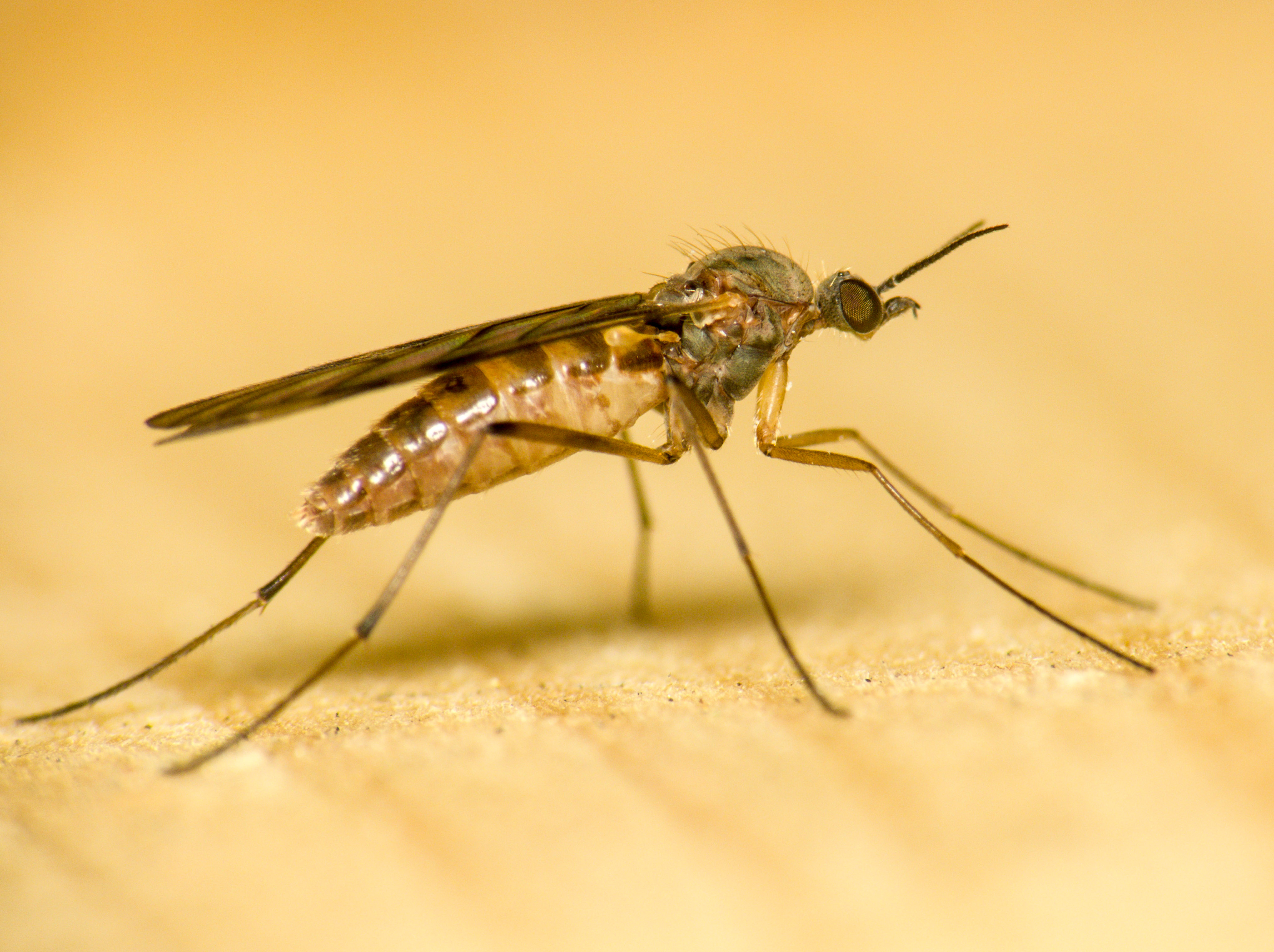